# Amazon Alexa
Amazon Alexa (skrót: Alexa) – inteligentny asystent głosowy od Amazon zaprojektowany z myślą o ułatwieniu codziennego życia oraz integracji z inteligentnymi urządzeniami domowymi, oparty na algorytmach sztucznej inteligencji oraz technologii polskiego syntezatora mowy Ivona, zakupionego przez Amazon. Dostępna na inteligentnych głośnikach Amazon Echo, urządzeniach mobilnych oraz telewizorach.
Oficjalnie Amazon Alexa jest dostępna w językach: Angielski (różne wersje regionalne), niemiecki, ffrancuski, włoski, hiszpański, portugalski, japoński, koreański, hindi, szwedzki, duński, norweski, holenderski.
Wirtualny asystent Amazon Alexa umożliwia inicjowanie i wykonywanie zadań różnego rodzaju za pomocą komend głosowych. Alexa jest wbudowana w inteligentne głośniki Amazon Echo oraz jego innych wersjach, takich jak Echo Dot, Echo Studio czy Amazon Tap, opracowanych przez Amazon. Asystent potrafi prowadzić konwersację z użytkownikiem, zamawiać produkty z internetowego sklepu amaozn, odtwarzać muzykę, podcasty i audiobooki, tworzyć listy zakupowe i listy rzeczy do zrobienia, ustawianie alarmów, dostarczać informacji o pogodzie, sporcie i innych aktualnościach. Jej funkcjonalność można rozszerzać poprzez instalację „umiejętności”. Pozwalają one na dodanie dodatkowych komend od twórców zewnętrznych oraz połączenie z innymi urządzeniami dzięki czemu może ona sterować inteligentnymi urządzeniami domowymi (smart home) (np. inteligentnych robotów lub żarówek).
Alexa jest centralnym elementem ekosystemu Amazon, łącząc funkcje użytkowe, rozrywkowe i automatyzacyjne. Współpracując z urządzeniami Amazon oraz produktów zgodnych z technologią smart home, stała się integralną częścią nowoczesnych, zautomatyzowanych domów.
Do działania wymaga stałego połączenia z Internetem oraz połączenia z aplikacją „Amazon Alexa” dostępną na urządzenia mobilne z systemem Fire OS 5.0 lub nowszy, iOS 11.0 lub nowszy, Android 4.4 lub nowszy.

## Funkcjonalność
Urządzenia z wbudowaną Alexą wymagają użycia słowa wybudzającego (domyślnie „Alexa”) aby rozpocząć działanie. Po wybudzeniu, asystentka dzięki rozpoznawaniu mowy i przetwarzaniu języka naturalnego pozwala użytkownikom na wykonywanie czynnośąci, np. ustawianie alarmów i przypomnień, pomoc w nauce, odtwarzanie muzyki z serwisów streamingowych, zarządzanie kalendarzem, prowadzenie połączeń głosowych, wysyłaniu wiadomości tekstowych, a także uzyskiwanie informacji o pogodzie, ruchu drogowym, wiadomościach czy wynikach sportowych. Może także odpowiadać na pytania, korzystając z zasobów internetowych.
Alexa współpracuje z urządzeniami z serii Amazon Echo, jak Echo, Echo Dot, Echo Studio, Echo Show czy Echo Flex, pełniąc rolę centralnego elementu systemu smart home. Użytkownicy mogą sterować urządzeniami domowymi, takimi jak oświetlenie, zamki, kamery, termostaty czy urządzenia AGD, korzystając z kompatybilnych marek, takich jak Philips Hue, Nest, Ring czy Zigbee.
Dzięki funkcji „umiejętności” (Skills), Alexa umożliwia instalację dodatkowych aplikacji dostarczanych przez zewnętrznych producentów, które rozszerzają jej możliwości.
Współpraca z wymaganą do działania aplikacją mobilną Amazon Alexa na urządzeniach iOS, Android i Fire OS umożliwia użytkownikom zarządzanie funkcjami asystenta, przeglądanie wyników wyszukiwania, edytowanie list zakupów oraz dostosowywanie ustawień. Alexa wspiera również korzystanie z funkcji interkomu w obrębie jednego domu. Urządzenia Echo z wbudowanym ekranem, takie jak Echo Show, oferują dodatkowe możliwości alexy, w tym wideorozmowy, przeglądanie zdjęć, oglądanie treści wideo oraz obsługę kamer bezpieczeństwa.

## Historia
Amazon Alexa została stworzona na podstawie technologii polskiego syntezatora mowy Ivona, zakupionego przez Amazon w 2013 roku. Ivona, znana z wysokiej na tamten czas jakości syntezatora mowy, stała się fundamentem technologii rozpoznawania mowy i generowania głosu, które napędzają Alexę. Po przejęciu Ivony, Amazon rozpoczął prace nad stworzeniem własnego wirtualnego asystenta.
Publiczny debiut Alexy miał miejsce 6 listopada 2014 roku, kiedy Amazon zaprezentował urządzenie Amazon Echo – inteligentny głośnik wyposażony w Alexę. Echo, opracowane przez Amazon, szybko stało się centralnym punktem ekosystemu inteligentnego domu, co zapoczątkowało rozwój funkcji i integracji z urządzeniami smart home. W kolejnych latach Alexa była stale ulepszana, wprowadzając nowe funkcje, takie jak tworzenie list zakupów, sterowanie urządzeniami kompatybilnymi z Zigbee (przypis) oraz rozbudowana obsługa muzyki i podcastów.
W 2015 roku Amazon ogłosił utworzenie funduszu Alexa Fund, którego celem było wspieranie innowacji w obszarze technologii głosowej. Inwestował on w firmy rozwijające umiejętności Alexy oraz nowe technologie, takie jak inteligentne alarmy czy urządzenia IoT. Rok później wprowadzono nagrodę Alexa Prize, zachęcającą zespoły badawcze do tworzenia zaawansowanych systemów konwersacyjnych.
W 2019 roku Amazon poszerzył rodzinę urządzeń o kolejne produkty, takie jak Echo Studio – pierwszy inteligentny głośnik z obsługą dźwięku Dolby Atmos – oraz innowacyjne urządzenia, takie jak Echo Frames (inteligentne okulary) czy Echo Loop (pierścień z Alexą). W tym samym roku Alexa została wprowadzona na kolejne rynki, m.in. w Brazylii, oferując obsługę w języku portugalskim.
Rozwój Alexy nie ograniczał się jednak do sprzętu. W 2022 roku Amazon ogłosił integrację Alexy z zaawansowanymi funkcjami sztucznej inteligencji, wykorzystując swój własny model Titan. Celem było stworzenie bardziej naturalnej interakcji głosowej oraz zwiększenie zdolności Alexy do rozumienia kontekstu i dostarczania bardziej zaawansowanych odpowiedzi. Model Titan pozwolił Alexie konkurować z nowoczesnymi systemami AI, takimi jak ChatGPT i Gemini. Wprowadzono także funkcje generowania kreatywnych treści, lepsze wsparcie dla wielozadaniowości oraz rozszerzone możliwości integracji z innymi usługami Amazon, jak np. Alexa Shopping.
Obecnie Alexa jest jednym z najbardziej zaawansowanych asystentów głosowych, obsługując miliony użytkowników na całym świecie. Jej rozwój od prostego syntezatora mowy po zaawansowaną platformę AI odzwierciedla szybki postęp technologiczny w dziedzinie sztucznej inteligencji i automatyzacji.

## Bezpieczeństwo i prywatność
Amazon Alexa jest jednym z najpopularniejszych asystentów głosowych, jednak jej działanie budzi kontrowersje dotyczące prywatności i bezpieczeństwa użytkowników. Częstym błędnym przekonaniem jest założenie, że urządzenia Echo stale rejestrują i przechowują wszystkie rozmowy użytkownika. Zgodnie z oficjalnym stanowiskiem Amazon, nagrywanie odbywa się wyłącznie po wykryciu określonego słowa wybudzającego, takiego jak „Alexa”, „Echo” czy „Ziggy”. Do tego momentu żadne dane nie są zapisywane ani przesyłane. Urządzenia wyposażone są również w fizyczne przyciski wyciszania mikrofonów, których aktywacja jest sygnalizowana czerwonym wskaźnikiem świetlnym.  
Kwestia bezpieczeństwa przesyłanych danych pozostaje istotnym zagadnieniem w kontekście ochrony prywatności użytkowników. Amazon deklaruje, że wszelkie informacje przesyłane między urządzeniem a chmurą są szyfrowane, a systemy regularnie otrzymują aktualizacje zabezpieczeń. Dodatkowo firma współpracuje ze specjalistami ds. cyberbezpieczeństwa w celu identyfikacji i eliminowania potencjalnych zagrożeń. Mimo tych środków ochronnych, niezależne badania wykazują istnienie luk w zabezpieczeniach ekosystemu Alexa, zwłaszcza w kontekście aplikacji firm trzecich.  
Analiza ekosystemu Amazon Alexa ujawniła istotne zagrożenia związane z bezpieczeństwem i ochroną prywatności. Zidentyfikowano przypadki, w których nieautoryzowane aplikacje mogły podszywać się pod znane firmy, zmieniać kod źródłowy po uzyskaniu certyfikacji oraz wykorzystywać technikę skill squatting, polegającą na rejestrowaniu nazw fonetycznie zbliżonych do tych używanych przez popularne aplikacje. Badania wskazują, że jedynie 24,2% aplikacji posiada politykę prywatności, natomiast 23,3% aplikacji z dostępem do wrażliwych danych użytkowników nie informuje o tym w swoich dokumentach. Szczególnie problematyczne są aplikacje przeznaczone dla dzieci, które często nie spełniają wymaganych standardów ochrony danych osobowych.  
Dodatkowo, badania wykazały, że większość aplikacji dostępnych na platformie Alexa nie posiada transparentnych polityk prywatności. Aż 72% z nich nie udostępnia żadnych informacji na temat przetwarzania danych, a wiele z opublikowanych dokumentów zawiera błędy lub jest niekompletnych. Ponadto, nawet oficjalne aplikacje Amazon naruszają własne zasady ochrony danych, zbierając informacje bez odpowiednich zapisów w politykach prywatności.  
Dostęp do polityk prywatności w ekosystemie Alexa pozostaje utrudniony. Użytkownicy nie mają możliwości zapoznania się z nimi za pośrednictwem interfejsu głosowego, a ich długość oraz skomplikowany język powodują, że większość osób ich nie czyta. Brak przejrzystości w zakresie gromadzenia i wykorzystywania danych może prowadzić do sytuacji, w której użytkownicy nie są świadomi, jakie informacje są przetwarzane. W odpowiedzi na te wyzwania eksperci ds. ochrony prywatności rekomendują wprowadzenie bardziej rygorystycznej kontroli nad aplikacjami firm trzecich, uproszczenie polityk prywatności oraz integrację mechanizmów informowania użytkowników z interfejsem głosowym. Implementacja tych zmian mogłaby przyczynić się do poprawy poziomu bezpieczeństwa i przejrzystości w zakresie ochrony danych w systemie Amazon Alexa.